# José Luis Blanco

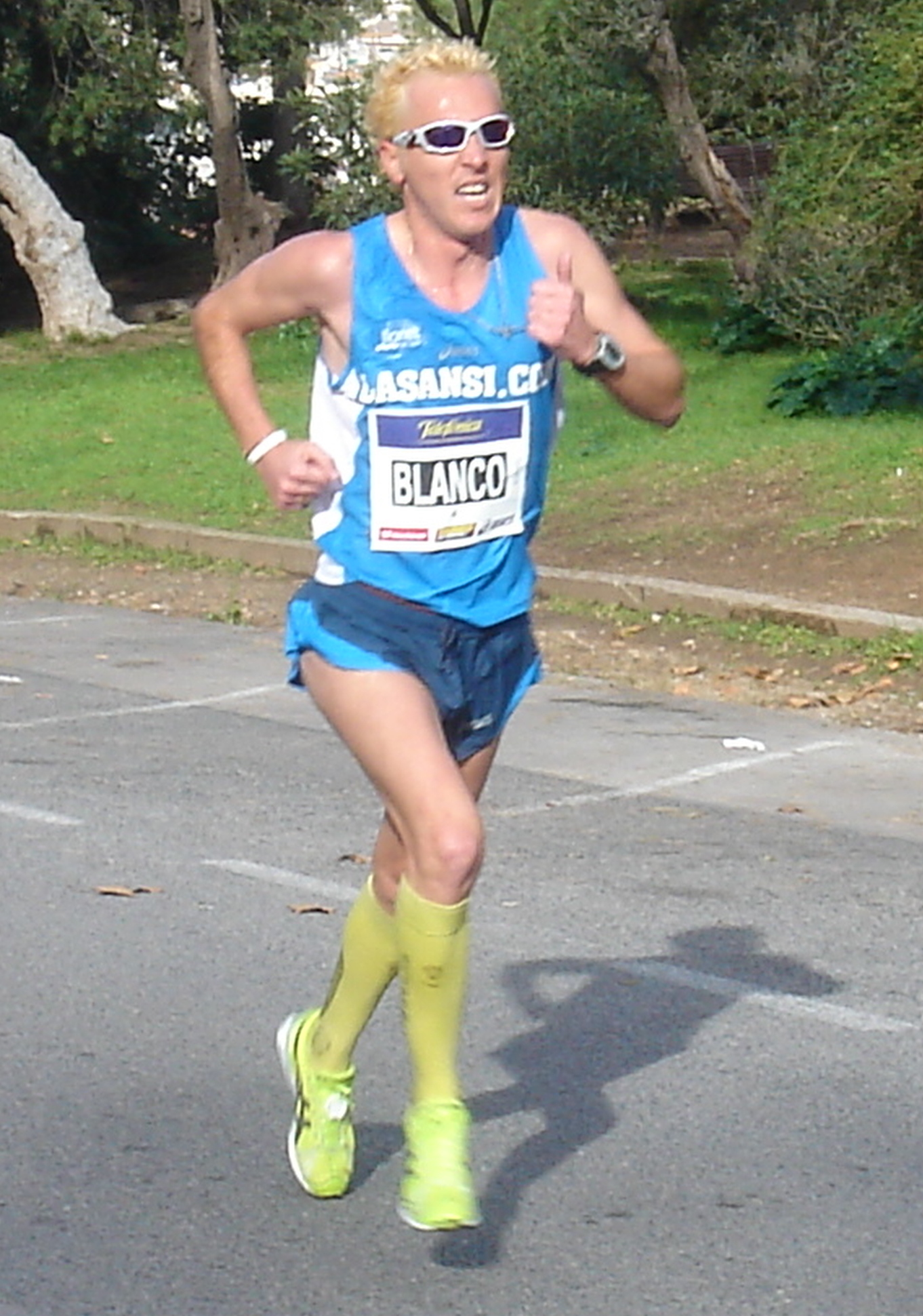
José Luis Blanco, 2008

José Luis Blanco, katalanisch Josep Lluís Blanco Quevedo, auch „Wiss“ genannt (* 3. Juni 1975 in Lloret de Mar) ist ein ehemaliger spanischer Hindernisläufer.

## Karriere
2000 wurde er iberoamerikanischer Meister, und 2001 gewann er die Silbermedaille bei den Mittelmeerspielen. 2003 wurde er Achter der Weltmeisterschaften in Paris/Saint-Denis, und bei den Weltmeisterschaften 2005 in Helsinki kam er auf den 14. Platz.
2006 gewann er Silber bei den Europameisterschaften in Göteborg. Bei den Weltmeisterschaften 2007 in Osaka, den Olympischen Spielen 2008 in Peking und den Weltmeisterschaften 2009 in Berlin schied er jeweils im Vorlauf aus. 2010 errang er vor heimischem Publikum die Bronzemedaille bei den Europameisterschaften in Barcelona.
2006 wurde er spanischer Meister im Crosslauf auf der Kurzstrecke und 2009 im Hindernislauf. Bei insgesamt neun Teilnahmen an den Crosslauf-Weltmeisterschaften war seine beste Platzierung Rang 27 auf der Kurzstrecke 2002.
José Luis Blanco ist 1,75 m groß und wiegt 61 kg. Er wird von Luis Miguel Landa trainiert und startet für den Verein C. A. La Sansi.

## Dopingvergehen
Gegen Blanco wurden im Zuge der „Operación Galgo“ Ermittlungen durchgeführt. Ihm wurde der Gebrauch von EPO aufgrund einer Kontrolle bei den spanischen Meisterschaften 2010 in Avilés nachgewiesen und Anfang 2011 eine zweijährige Sperre gegen ihn verhängt. Der spanische Leichtathletikverband äußerte sich aus Gründen des Datenschutzes nicht näher zu dem Vorfall. Dem Sportler wurde der Landesmeistertitel 2010 aberkannt, ebenso die Bronzemedaille der Europameisterschaften 2010. Die zweijährige Sperre lief erst nach den Weltmeisterschaften 2011 in Daegu und den Olympischen Spielen 2012 in London ab.

## Persönliche Bestzeiten
- 2000 m Hindernis: 5:23,04 min, 11. Juli 2003, Barcelona
- 3000 m Hindernis: 8:12,86 min, 20. Juni 2006, Huelva
- 3000 m: 8:00,62 min, 19. Juli 2003, Madrid
  - Halle: 7:59,83 min, 3. Februar 2001, Sevilla